# Ecoendoscopia

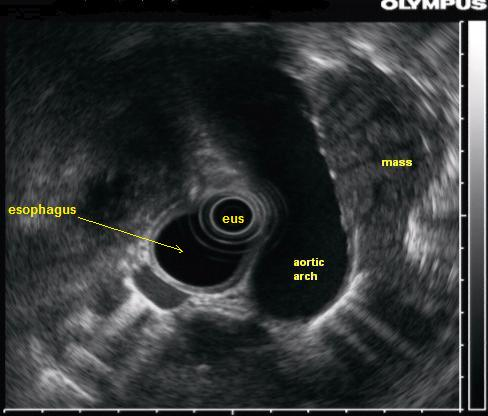
Ultrassom endoscópico de câncer de pulmão

Ecoendoscopia, endossonografia ou ultrassonografia endoscópica é um método endoscópico que combina a endoscopia digestiva com a ultrassonografia, produzindo imagens em alta resolução do sistema digestório, pulmonar e de órgãos e estruturas vizinhas, incluindo vasos, linfonodos, tumores císticos, sólidos, sólido-císticos e etc.